# خالد العطوي
خالد فهد العطوي مواليد 13 أبريل 1977 في الدمام، شرق السعودية هو مدرب كرة قدم سعودي ولاعب كرة قدم سابقاً ويدرب حالياً نادي ضمك في الدوري السعودي للمحترفين .

## مسيرته الرياضية
تدرج في كافة الفئات السنية في نادي العيون و مثل الفريق الأول في خط الوسط .

## مسيرته التدريبية
بدأ العطوي مسيرته التدريبية في فرق الشباب في نادي العيون في عام 2008. ثم أصبح المدرب المساعد لفريق شباب نادي الفتح قبل أن ينضم إلى نادي العيون ليصبح مدرب للفريق في عام 2009. في عام 2011 ، و بعدها تم تعيينه كمدرب لنادي النجوم. في المواسم الخمسة التي قضاها في النادي ، قاد العطوي نادي النجوم للصعود من دوري الدرجة الثالثة إلى دوري الدرجة الثانية ودوري الدرجة الأولى على التوالي. في 14 يونيو 2016 ، تم تعيين العطوي كمدير للفريق الوطني للمملكة العربية السعودية تحت 20 عامًا. قاد الصقور الشباب إلى المركز الأول في بطولة 2018 لكرة القدم تحت 19 عام 2018 وكان أيضًا المدير خلال كأس العالم تحت 20 سنة 2019 FIFA. وبذلك ، أصبح العطوي أصغر مدير سعودي يقود الفريق الوطني إلى المجد القاري. في 17 يونيو 2019 ، استقال العطوي من منصبه كمدير للفريق الوطني لأقل من 20 عامًا بعد 3 سنوات. في وقت لاحق من نفس العام ، تم إعلانه مدرباً لنادي الاتفاق.

## الحياة الشخصية
وُلد العطوي في الدمام ولكنه انتقل إلى العيون الواقعة بجانب محافظة الأحساء. تخرج العطوي من جامعة الملك فيصل و حصل على درجة البكالوريوس في علم الاجتماع. اعتاد العمل كمدرس للتاريخ في مدرسة في عريعرة . أصبح فيما بعد مديراً لمدرسة في قرية الكلابية.